# Саррал
Саррал (Sarral) — муніципалітет і невелике містечко в комарці Конка-де-Барбера в провінції Таррагона в Каталонії, Іспанія. До нього входять населені пункти Саррал і Монбріо-де-ла-Марка. Спочатку Монбріо був окремим муніципалітетом, але в 1972 році був включений до Саррал.
Площа муніципалітету становить 52 площі км2, населення (на 1995 рік) — 1418 осіб. Його висота становить приблизно 467 метрів.
Економічна діяльність в основному сільськогосподарська, головним чином виноградна лоза та вино. Sarral виробляє власний сорт рожевого (ігристого) вина. Іншим основним традиційним видом діяльності є видобуток алебастру та виробництво алебастрових скульптур і виробів для рукоділля. У Сарралі також знаходиться найбільший в Іспанії виробник замороженого хліба та піци.
Місто стародавнє, з доісторичними міськими залишками були знайдені. У 1180 році йому було надано статус міста. У 14 столітті в місті була велика єврейська колонія; вулиця під назвою Carrer dels Jueus все ще існує. У 1647 році місто було зруйноване кастильськими військами.